# Giuseppe Taliercio - Il delitto perduto
Giuseppe Taliercio - Il delitto perduto è un film del 2024 diretto da Mario Chiavalin.
La pellicola narra il rapimento e l'omicidio del dirigente Montedison Giuseppe Taliercio, avvenuti nel 1981 per mano della "colonna veneta" delle Brigate Rosse. Il film offre una riflessione sulle dinamiche sociali e politiche dell'epoca, evidenziando l'importanza della memoria storica.

## Trama
1981, Mestre. Nel tumulto degli anni di piombo, la numerosa famiglia Taliercio è solita riunirsi durante i pasti in un momento di affettuosa condivisione. In un clima gioioso, genitori e figli scherzano sulle abilità culinarie di mamma e papà, raccontando le proprie giornate. L'equilibrio familiare viene tuttavia spezzato da un'incursione violenta: alcuni membri della "colonna veneta" delle Brigate Rosse irrompono in casa Taliercio e rapiscono papà Giuseppe, dirigente del Petrolchimico Montedison di Porto Marghera. Nella fabbrica è infatti in corso uno scontro tra la dirigenza e gli operai, di cui i brigatisti intendono prendere le parti, vendicandosi per loro sui "padroni sfruttatori". Inizia così la brutale detenzione di Giuseppe Taliercio, un uomo di fede dai solidi ideali.

## Produzione

### Cast
- Michele Franco: interpreta Giuseppe Taliercio, nel ruolo del dirigente Montedison.
- Manuela Metri: nei panni di Gabriella Magnani, moglie di Taliercio, il cui personaggio rappresenta il dolore e la resilienza di chi resta.
- Lorenzo Antolini: interpreta Antonio Savasta, uno dei brigatisti coinvolti nel rapimento, un personaggio ambiguo e tormentato.
- Lorenzo Casti: interpreta Pietro Vanzi, un complice di Savasta, determinato ma con conflitti interiori.
- Roberta Di Somma: nei panni di Elda Taliercio, sorella del protagonista, che incarna il senso di giustizia e il desiderio di verità.
- Tony Mountain: interpreta Ermanno Faggiani, un collega di Taliercio che offre uno sguardo sulle dinamiche interne alla Montedison.
- Pasquale Salerno: Claudio Roberti, un giornalista che segue da vicino il caso.
- Barbara Monetti: Maria Giovanna Massa, un avvocato coinvolto negli sviluppi legali del caso.
- Antonio Pezzino: Gianni Francescutti, un brigatista con dubbi crescenti sulle azioni del gruppo.

### Collegamenti storici
Il film si basa su eventi realmente accaduti, raccontando il contesto storico delle Brigate Rosse durante gli anni di piombo in Italia. Giuseppe Taliercio, dirigente del petrolchimico Montedison a Porto Marghera, è stato rapito il 20 giugno 1981 e ucciso dopo 17 giorni di prigionia.

### Riprese
Le riprese del film si sono svolte presso lo stabilimento petrolchimico di Porto Marghera, lo stesso luogo in cui si svolsero realmente i tragici eventi. Per garantire autenticità, l'ufficio di Giuseppe Taliercio è stato ricostruito nello storico ufficio originale, completo degli arredi dell'epoca. La ricostruzione del covo e della tenda in cui Taliercio fu tenuto prigioniero per 46 giorni si basa su fonti documentali e riproduce fedelmente l'originale. Questi stessi elementi furono utilizzati dalle Brigate Rosse per il successivo rapimento del generale James Lee Dozier a Verona il 17 dicembre 1981.

## Accoglienza

### Critica
Il film ha ricevuto recensioni positive dalla critica per la sua narrazione intensa e accurata, nonché per le interpretazioni degli attori protagonisti. TG24 Sky ha descritto la pellicola come «un'opera fondamentale per comprendere uno dei periodi più bui della storia italiana». MYmovies.it ha elogiato la regia di Mario Chiavalin e la performance di Michele Franco.
«È una pagina oscura della storia d'Italia degli anni di piombo. Io non la conoscevo assolutamente ma il film ha una buona chiave di lettura. Come mette in scena il regista Mario Chiavalin la dinamica del rapimento di Giuseppe Taliercio che viene raccontato nel finale, ecco questa secondo me è una trovata drammaturgica originale per fare un film onesto, ben fatto e ben interpretato.»
«Dai primi fotogrammi ti cattura con la forza delle immagini. Mi ha riportato un po' al cinema politico italiano quello più famoso di Damiano Damiani. Non soltanto viene messa in scena una storia che tutti dovrebbero conoscere ma lo fa con una potenza cinematografica incredibile. Un film veramente importante.»
«Oltre al film di Clint Eastwood, trovo molto interessante anche la proposta di Mario Chiavalin perché è un film sugli anni di piombo, su una pagina poco conosciuta. Tra l'altro, Mario Chiavalin è un regista che io ricordo anche per il film La banda del Buffardello, un film molto curioso perché è una commedia gialla, su un colpo che metteva insieme una serie di attori da Pippo Franco ad Umberto Smaila. Quindi questo film, che torna su un argomento come gli anni di piombo, che sono stati rimossi per tanto tempo dal cinema italiano sono tornati all’attenzione dei cineasti e mi sembra anche un film di forte interesse.»
«L'offerta cinematografica in questo periodo è ricchissima, anche io scelgo il film su Giuseppe Taliercio. Lei prima dottor Marzullo diceva "il cinema come terapia per le persone". Questo è uno di quei film che è terapeutico per l'intera società. Ci restituisce una storia importante, poco nota, è successo nel 1981 quando molti di noi erano giovanissimi e altri non erano ancora nati e questo direttore del petrolchimico di Porto Marghera rimane nelle mani delle Br per un mese e mezzo. È una storia atroce e quello che mi ha fatto molto piacere è sapere che i familiari hanno apprezzato questo film, perché spesso quando si mettono in scena queste vicende, se non c'è un rapporto tra il regista e i famigliari si crea un trauma ulteriore.»